# Plastocorypha ituriana
Plastocorypha ituriana är en insektsart som beskrevs av Bolívar, I. 1922. Plastocorypha ituriana ingår i släktet Plastocorypha och familjen vårtbitare. Inga underarter finns listade i Catalogue of Life.